# La Chapelle-Orthemale

La Chapelle-Orthemale este o comună în departamentul Indre, Franța. În 1 ianuarie 2022 avea o populație de 100 de locuitori.